# Туманов, Евгений Николаевич
Евгений Николаевич Туманов (1929—1998) — советский работник промышленности, Герой Социалистического Труда.

## Биография
Родился 16 июня 1929 года в деревне Гордяновка, ныне Родниковского района Ивановской области.
В 1935 году семья Тумановых переехала в Новочеркасск. Здесь Евгений окончил ремесленное училище, получив специальность слесаря.
На Новочеркасский электровозостроительный завод пришёл в 1946 году бригадиром комплексной бригады в сварочно-кузовной цех. Участвовал в монтаже первого электровоза ВЛ-22 в 1947 году.
В 1962 году бригада Туманова заявила о снижении трудоемкости на общественных началах. По итогам работы награждён орденом «Знак Почета». Особенно проявил себя в 8-й пятилетке (1966—1970).
Занимался общественной деятельностью. Был председателем Совета бригадиров завода, избирался делегатом XVII съезда Профсоюзов СССР и XXV съезда КПСС.
Умер 13 января 1998 года.

## Награды
- В 1971 году Туманову было присвоено звание Героя Социалистического Труда.
- Награждён орденами Ленина, Знак Почёта, Трудового Красного Знамени и медалями.